# Ceylon (lenguaje de programación)
Ceylon es un lenguaje de programación orientado a objetos, desarrollado por Red Hat. El lenguaje en sí mismo toma mucha de su sintaxis de Lenguaje de programación Java.
Gavin escribe en su blog que el Lenguaje Java ha quedado un poco viejo; por lo tanto él diseñó un lenguaje llamado Ceylon que tiene como principal objetivo actualizar el lenguaje Java.
Los objetivos de Ceylon incluyen: 
- Ser fácil de aprender tanto para desarrolladores Java como C#.
- Eliminar la verbosidad de Java pero manteniendo la legibilidad.
- Mejorar el tipado estático de Java.
- Proveer una expresión declarativa para eliminar dependencias con xml.
- Apoyar y fomentar un estilo de programación más funcional.
- Proveer soporte para meta-programación.
- Proveer construcción modular.